# Praia da Rocha Baixinha
Praia da Rocha Baixinha
A Praia da Rocha Baixinha, que se localiza entre a Praia da Falésia e Vilamoura, é uma praia situada no município de Albufeira, no Algarve, sul de Portugal.

É uma praia junto de uma enorme falésia que se inicia na  Praia dos Tomates, oficialmente Praia da Rocha Baixinha Oeste, e se estende até à praia de Vilamoura, sendo recomendável para nadar pois o areal não possui rochas.

## Descrição
O areal é imenso, inserido num troço contínuo de areias com 5,5 km de extensão, flanqueado por uma linha de arribas altas em tons fortes, ora rubros, ora esbranquiçados, criando contrastantes jogos de cor com as sobranceiras manchas verdes de pinheiro-manso. 

## Temperatura do mar
A temperatura da água do mar mantém-se pelos 14ºC em janeiro e atinge os 22ºC em agosto. 

## Temperatura do ar
Uma brisa marítima costuma refrescar a temperatura média anual do Algarve que é de 17,7ºC (12ºC em janeiro e até cerca dos 30ºC em agosto). 
A região conta com mais de 3000 horas de sol (mais de 300 dias) durante o ano o que a torna um destino favorito para quem aprecia um clima tão agradável.

## Prémios e galardões
- Praia com bandeira azul.[5]